# Рождественський (Уфимський район)
Рожде́ственський (рос. Рождественский, башк. Рождественка) — присілок (у минулому селище) у складі Уфимського району Башкортостану, Росія. Входить до складу Кирилловської сільської ради.
Населення — 95 осіб (2010; 72 в 2002).
Національний склад:
- росіяни — 83 %